# Zang Yize
Zang Yize (née le 8 septembre 1999 à Harbin) est une patineuse de vitesse sur piste courte chinoise.

## Biographie
Elle commence le sport en 2009 à Harbin.

## Carrière
Elle gagne la médaille d'or du 500 mètres aux jeux olympiques de la jeunesse d'hiver de 2016 à Lillehammer. Aux Championnats du monde junior, elle arrive quatrième en 2015 et cinquième en 2016.
En octobre 2017, à Dordrecht, elle fait partie de l'équipe de relais qui gagne la médaille d'or en Coupe du monde, aux côtés de Fan Kexin, Han Yutong et Zhou Yang. En novembre 2017, à Shanghai, son équipe de relais décroche la médaille d'argent en Coupe du monde. L'équipe est constituée d'elle et de Fan Kexin, Guo Yihan et Zhou Yang.